# Got Me Wrong
Got Me Wrong è un singolo del gruppo rock statunitense Alice in Chains, pubblicato nel 1994 ed estratto dall'EP Sap.
Una versione del brano fa parte della colonna sonora del film indipendente Clerks - Commessi.

## Formazione
- Layne Staley – voce
- Jerry Cantrell – chitarra, voce
- Mike Starr – basso
- Sean Kinney – batteria, percussioni

## Classifiche
| Classifica (1995)             | Posizione massima |
| ----------------------------- | ----------------- |
| Stati Uniti (alternative)     | 22                |
| Stati Uniti (mainstream rock) | 7                 |